# 60. вечити дерби у фудбалу
60. вечити дерби у фудбалу је фудбалска утакмица одиграна у Београду 22. маја 1977. године, између Црвене звезде и Партизана. Утакмица се завршила резултатом 2 : 1 (0 : 0) за Партизан.